# 瓜生忠夫
瓜生 忠夫（うりゅう ただお、1915年（大正4年）5月6日 - 1983年（昭和58年）2月26日）は日本の映画評論家とマスコミの研究者。東京帝国大学ドイツ文学科を卒業した後、日本映画社に入社。在学中は帝国大学新聞編集長を務めた。戦後は、映画評論やマスコミ研究に専念しながら、法政大学、明治大学、中央大学、専修大学の講師を務めた。共産党員であったため1950年にレッドパージを受ける。駅弁の研究者としても知られていた。

## 著書
- 『映画的精神の系譜』月曜書房、1947年
- 『リアリズム映画論』銀杏書房、1949年
- 『映画』三省堂出版、1949年
- 『ソヴィエト映畫』月曜書房、1951年
- 『映畫のみかた』岩波書店、1951年
- 『映画とシナリオ』福村書店、1952年
- 『映画入門』中教出版、1952年
- 『映画えんま帖』法政大学出版局、1955年
- 『日本の映画』岩波書店、1956年
- 『マス・コミ産業 : その日本における発展の特異性』法政大学出版局、1962年
- 『放送産業 : その日本における発展の特異性』法政大学出版局、1965年
- 『駅弁マニア』報知新聞社、1969年
- 『モンタージュ考 : 映画的認識の系譜』時事通信社、1973年
- 『民族よ死に急ぐなかれ』ダイヤモンド社、1977年
- 『駅弁物語』家の光協会、1979年
- 『戦後日本映画小史』法政大学出版局、1981年

## 註
1. ↑  「瓜生 忠夫　ウリュウ タダオ」、20世紀日本人名事典
2. 1 2 3  瓜生忠夫、デジタル版 日本人名大辞典+Plus
3. ↑  『70年代にのぞむ左翼団体』極東事情研究会、極東出版社、1970、p694